# قانون یک درصد

نمودار دایره‌ای که درصد لرکرها (آبی رنگ)، کاربران مشارکت‌کننده (قرمز رنگ) و کاربران فعال (زرد رنگ) در ساخت محتوای یک اجتماع اینترنتی را طبق قانون یک درصد با نسبت ۹۰-۹-۱ نشان می‌دهد.

در فرهنگ مجازی، قانون یک درصد (به انگلیسی: 1% rule) یک قاعده سرانگشتی دربارهٔ مشارکت کاربران یک اجتماع اینترنتی است و بیان می‌کند که تنها ۱ درصد کاربران یک سایت به‌طور فعال به ساخت محتوای جدید می‌پردازند و ۹۹ درصد دیگر تماشا می‌کنند.
اصل ۹۰-۹-۱ (با نسبت ۸۹:۱۰:۱ هم می‌گویند) نیز که به آن شبیه است بیان می‌کند که در سایتی مشارکتی همچون ویکی، ۹۰ درصد مشارکت‌کنندگان تنها محتواها را تماشا می‌کنند، ۹ درصد مشارکت‌کنندگان به ویرایش محتواها می‌پردازند و تنها ۱ درصد مشارکت‌کنندگان به‌طور فعال به ساخت محتواهای جدید می‌پردازند.
هر دوی این اصول را می‌توان با اصل پارتو در دانش اطلاعات مشابه دانست که بیان می‌کند ۲۰ درصد یک گروه، ۸۰ درصد فعالیت‌ها را انجام می‌دهند، هرچند که فعالیت ممکن است برای تمام افراد گروه تعریف شده باشد.

## تعریف
قانون یک درصد می‌گوید که افراد که محتوایی در اینترنت می‌سازند تنها کمتر از یک درصد تعداد افرادی هستند که محتوا را می‌بینند. این عبارت بدست بن مک‌کانل (Ben McConnell) و جکی هوبا (Jackie Huba) که هر دو نویسنده و وبلاگ‌نویس هستند ساخته شد.
در پژوهشی که در سال ۲۰۱۴ در ژورنال تحقیق پزشکی اینترنت بدست ترور ون میرلو نوشته شده آمده است که قانون یک درصد با چهار شبکه اجتماعی مجازی سلامت سازگار است. در طول این پژوهش ۶۳۹۹۰ کاربر، ۵۷۸۳۴۹ پست نوشتند اما تنها ۲۵ درصد کاربران یک پست یا بیشتر را ساختند. در این پژوهش، صحت قانون یک درصد که می‌گوید ۹۰ درصد کاربران لورکر، ۹ درصد مشارکت‌کننده و تنها یک درصد کاربر فعال هستند تا حدی با درصدهای ۷۴٫۷ درصد (۲۷۶۰۳۴ کاربر)، ۲۴ درصد کاربر مشارکت‌کننده (۸۸۷۳۲ کاربر) و کاربران فعال ۱٫۳ درصد (۴۶۶۸ نفر) تا حدی اثبات شد. درصد واقعی بر حسب موضوع می‌تواند متفاوت باشد.

## نابرابری مشارکت
نابرابری مشارکت مفهومی مشابه است که بدست ویل هیل در آزمایشگاه‌های ای‌تی‌اندتی ارائه شد و جیکوب نیلسن آن را بعدها در مقاله‌ای بکار برد که اولین منبع به‌کارگیری عبارت نابرابری مشارکت بود. این عبارت در سال ۲۰۰۶ با به‌کارگیری در بازاریابی مورد توجه عمومی قرار گرفت.